# ムービーコレクション
MOVIE Collection「ムビコレ」は、有限会社キッチュによって運営されている映画に関する情報を提供するウェブサイト。
2021年現在、livedoor、excite、アメーバニュースなどにニュースを配信中。

## 沿革
- 2008年5月 - 開設
- 2009年11月 - デザインリニューアル
- 2010年3月 - YouTubeへの動画配信開始
- 2011年9月 - ムビコレTVを開設。予告編動画、会見動画など動画コンテンツを移行
- 2012年4月 - 劇場検索を正式公開。デザインリニューアル